# Jellingprojektet
Jellingprojektet er et dansk forsknings–og formidlingsprojekt som arbejder med udgravninger og forskning knyttet an til Jellingområdet. Jellingprojektet udgiver jævnligt rapporter og opdaterer egen hjemmeside med nye fund fra området.
Projektet er en del af Nationalmuseet.